# Opłata reklamowa
Opłata reklamowa – polska danina publiczna pod postacią opłaty lokalnej. Możliwa do fakultatywnego wprowadzenia przez samorząd gminny.

## Podstawa prawna
Podstawą do ustanowienia opłaty reklamowej jest ustawa z dnia 12 stycznia 1991 r. o podatkach i opłatach lokalnych. Możliwość wprowadzenia opłaty reklamowej pojawiła się po zmianach ww. ustawy w 2015 r. w ramach uchwalenia tzw. ustawy krajobrazowej, która wprowadziła szereg zmian w obowiązującym prawie celem wzmocnienia ochrony krajobrazu, m.in. poprzez ograniczenie swobody lokowania nośników reklamowych. Opłata jest wprowadzana fakultatywnie poprzez uchwałę rady gminy.

## Elementy konstrukcyjne opłaty

### Zakres podmiotowy
Opłatę reklamową pobiera się od właścicieli, posiadaczy, użytkowników wieczystych, posiadaczy samoistnych oraz dzierżawców nieruchomości lub obiektów budowlanych, jeżeli znajdują się na nich tablice lub urządzenia reklamowe, niezależnie od tego, czy reklama jest aktualnie eksponowana.
Opłata reklamowa pobierana być może wyłącznie na obszarach, dla których określono zasady lokalizacji małej architektury oraz tablic i urządzeń reklamowych (patrz: miejscowy plan zagospodarowania przestrzennego).

### Zakres przedmiotowy
Przedmiotem opłaty jest liczba posiadanych tablic i urządzeń reklamowych. Wiążąca definicja tych pojęć znajduje się w ustawie z 27 marca 2003 r. o planowaniu i zagospodarowaniu przestrzennym. Akt ten definiuje reklamę jako upowszechnianie w jakiejkolwiek wizualnej formie osób, przedsiębiorstw, towarów, usług, przedsięwzięć lub ruchów społecznych. Tablica reklamowa określona została jako przedmiot materialny służący do ekspozycji reklamy wraz z jego elementami konstrukcyjnymi, o płaskiej powierzchni służącej do ekspozycji. Urządzenia reklamowe zdefiniowano natomiast jako inne, niż tablica reklamowa, przedmioty do ekspozycji reklamy, jednak z wyłączeniem drobnych przedmiotów codziennego użytku.

### Sposób wymiaru
Opłata reklamowa składa się z dwóch elementów:
- część stała – maksymalnie 3,72 zł dziennie od nośnika reklamowego
- część zmienna – maksymalnie 0,34 zł dziennie za każdy m² powierzchni nośnika

Stawki ustalane są przez samorząd gminy. Jeżeli niemożliwe jest ustalenie powierzchni nośnika reklamowego, jest ona wyznaczana na podstawie pola powierzchni bocznej prostopadłościanu opisanego na urządzeniu reklamowym.

### Zwolnienia
Z katalogu podlegających opłacie wyłączeni są posiadacze nieruchomości gruntowych oddanych w użytkowanie wieczyste. Opłaty nie pobiera się od nośników reklamowych niewidocznych z przestrzeni dostępnych publicznie, a także których ustawienie jest wymagane przepisami prawa, bądź jeżeli nośniki zostały ustawione celem upamiętnienia osoby, instytucji lub wydarzenia. Ponadto opłata nie jest pobierana od nośników reklamowych dotyczących kościołów i związków wyznaniowych, jeżeli znajdują się one w granicach terenów użytkowanych jako miejsca kultu oraz cmentarze.
Opłacie nie podlegają również szyldy. Definiowane są one jako tablica reklamowa lub urządzenie reklamowe informujące o działalności prowadzonej na danej nieruchomości. Warunkiem koniecznym jest, aby nośnik spełniał wymogi dotyczące szyldów zawarte w miejscowych przepisach zagospodarowania przestrzennego.

## Gminy, które wprowadziły opłatę reklamową
Ciechanów – uchwała Nr 255/XXI/2016 Rady Miasta Ciechanów z dnia 30 czerwca 2016 roku, uchylona uchwałą nr 404/XXVII/2017 Rady Miasta Ciechanów z dnia 23 lutego 2017 roku.
Baranów (woj. lubelskie) – uchwała nr XX/162/2016 Rady Gminy Baranów z dnia 31 października 2016 roku, zmieniona uchwałą nr XXIV/200/2017 Rady Gminy Baranów z dnia 30 marca 2017 roku. W pierwszej z wymienionych uchwał przyjęto stawki w wysokości: część stała 2,45 zł dziennie, część zmienna 0,20 zł dziennie od 1 m² pola powierzchni reklamy. W drugiej z uchwał obniżono stawki do poziomu: część stała 0,15 zł dziennie, część zmienna 0,01 zł dziennie od 1 m² pola powierzchni reklamy.
Kobylnica – uchwała nr XXXIII/271/2016 Rady Gminy Kobylnica z dnia 25 listopada 2016 roku. Przyjęto stawki w wysokości: część stała 2,45 zł dziennie, część zmienna 0,20 zł od 1 m² pola powierzchni reklamy dziennie.